# La dama del giglio
La dama del giglio (Lady of the Trillium) è un romanzo fantasy del 1995 scritto da Marion Zimmer Bradley, quarto volume in ordine di pubblicazione della cosiddetta serie del giglio, un gruppo di romanzi in cui solo il primo libro venne scritto collettivamente da Zimmer Bradley assieme a Andre Norton e Julian May e le cui successive opere sono state sviluppate indipendentemente da tre autrici senza rispettare la continuità tra di loro.
È stato pubblicato per la prima volta da Longanesi nel 1998.

## Trama
Sono passati ben duecento anni da quando Haramis e le sue sorelle hanno affrontato il male personificato da Orogastus, il malvagio stregone sconfitto e poi esiliato per sempre. Haramis, ora un'anziana e potente Arcimaga della Terra, sente che i suoi giorni stanno per arrivare al termine. È arrivato il tempo di trovare una ragazza, che abbia le sue stesse capacità, per poi istruirla affinché possa succederle.
Gli occhi della anziana Arcimaga cadono così su Mikayla, pronipote di una sua sorella. Ma strappata dal suo mondo, Mikayla mal si adatta agli insegnamenti della anziana e dispotica maga, che tanti anni di isolamento hanno irrigidito negli atteggiamenti e nei modi. Inoltre, Mikayla pensa sempre più spesso a Fiolon, che è costretta a non vedere più. Eppure, un legame li unisce, e giorno dopo giorno si fa sempre più forte, tanto che sarà l'unica speranza per salvare i regni di Ruwenda e Labornok dal loro triste destino.

## Edizioni
- Marion Zimmer Bradley, La dama del giglio, Longanesi, 1998,  pp. 333, cap. 29, ISBN 88-304-1478-6.